# Ženskij volejbol'nyj klub Enisej
Lo Ženskij volejbol'nyj klub Enisej (in russo "женский волейбольный клуб Енисей") è una società di pallavolo femminile con sede a Krasnojarsk: milita nel campionato di Superliga.

## Storia del club
Lo Ženskij volejbol'nyj klub Enisej viene fondato nel 1992, quando prende parte alla Vysšaja Liga B. Nel 1998 arriva la promozione in Vysšaja Liga, dove gioca fino a quando viene promosso in Superliga nel 2004. Debutta così col nome di Volejbol'nyj klub Stroitel' Krasnojarsk nel massimo campionato nella stagione 2004-05, classificandosi tuttavia al dodicesimo ed ultimo posto e retrocedendo nella serie cadetta.
Nella stagione 2011-12, col nome di Volejbol'nyj klub Junost' Krasnojarsk, viene nuovamente promosso nella massima serie, dove gioca nell'annata successiva col nome di Volejbol'nyj klub Enisej Krasnojarsk, ma nuovamente la permanenza in Superliga dura una sola stagione: il club retrocede ancora una volta in Vysšaja Liga A militando nel campionato cadetto per due annate e cogliendo la promozione in massima serie nel 2015.
Tornato in Superliga, il club conclude dapprima al quarto posto finale la stagione 2015-16, piazzamento grazie al quale la squadra si qualifica per la prima volta ad una competizione europea, raggiungendo le semifinali di Challenge Cup 2016-17, e quindi al terzo posto la stagione 2016-17, che vale la qualificazione alla Champions League 2017-18, dove tuttavia la formazione russa non riesce a superare il terzo turno preliminare; giunge inoltre per due edizioni consecutive in finale di Coppa di Russia, ma in entrambe le occasioni viene sconfitto concludendo al secondo posto il torneo. Fra il 2005 e il 2016 vince anche quattro edizioni della Coppa della Siberia e dell'Estremo Oriente.

## Rosa 2018-2019
| N° | Nome                   | Ruolo | Data di nascita  | Nazionalità sportiva |
| -- | ---------------------- | ----- | ---------------- | -------------------- |
| 1  | Irina Mal'kova         | C     | 5 gennaio 1989   | Russia               |
| 2  | Jana Manzjuk           | C     | 20 aprile 1992   | Russia               |
| 3  | Anastasija Černucha    | O     | 15 aprile 1995   | Ucraina              |
| 4  | Elena Samojlova        | C     | 7 agosto 1988    | Russia               |
| 5  | Marija Samojlova       | S     | 22 dicembre 1989 | Russia               |
| 8  | Margarita Pantilej     | L     | 17 luglio 1989   | Russia               |
| 9  | Marija Popova          | S     | 1º novembre 1986 | Russia               |
| 10 | Marija Evteeva         | P     | 3 agosto 1998    | Russia               |
| 11 | Margarita Kurilo       | S     | 21 giugno 1993   | Russia               |
| 12 | Evgenija Ščeglova      | S     | 5 febbraio 1996  | Russia               |
| 16 | Natal'ja Nazarova      | C     | 22 gennaio 1988  | Russia               |
| 17 | Oleksandra Peretjat'ko | P     | 11 aprile 1984   | Ucraina              |

## Denominazioni precedenti
- 1992-1995: Volejbol'nyj klub Sibirjačka Krasnojarsk
- 1995-1997: Volejbol'nyj klub Nika Krasnojarsk
- 1997-2000: Volejbol'nyj klub Bogur Krasnojarsk
- 2000-2003: Volejbol'nyj klub Enisejoška Krasnojarsk
- 2003-2004: Volejbol'nyj klub Metrostroj Krasnojarsk
- 2004-2010: Volejbol'nyj klub Stroitel' Krasnojarsk
- 2010-2012: Volejbol'nyj klub Junost' Krasnojarsk